# Symphlebia geertsi
Symphlebia geertsi är en fjärilsart som beskrevs av Gustaaf Hulstaert 1924. Symphlebia geertsi ingår i släktet Symphlebia och familjen björnspinnare. Inga underarter finns listade i Catalogue of Life.